# Karlanda distrikt
Karlanda distrikt är ett distrikt i Årjängs kommun och Värmlands län. Distriktet ligger omkring Karlanda och Vännacka i västra Värmland. 

## Tidigare administrativ tillhörighet
Distriktet inrättades 2016 och utgörs av Karlanda socken i Årjängs kommun.
Området motsvarar den omfattning Karlanda församling hade vid årsskiftet 1999/2000.

## Tätorter och småorter
I Karlanda distrikt finns inga tätorter eller småorter.